# Familia del cobalto

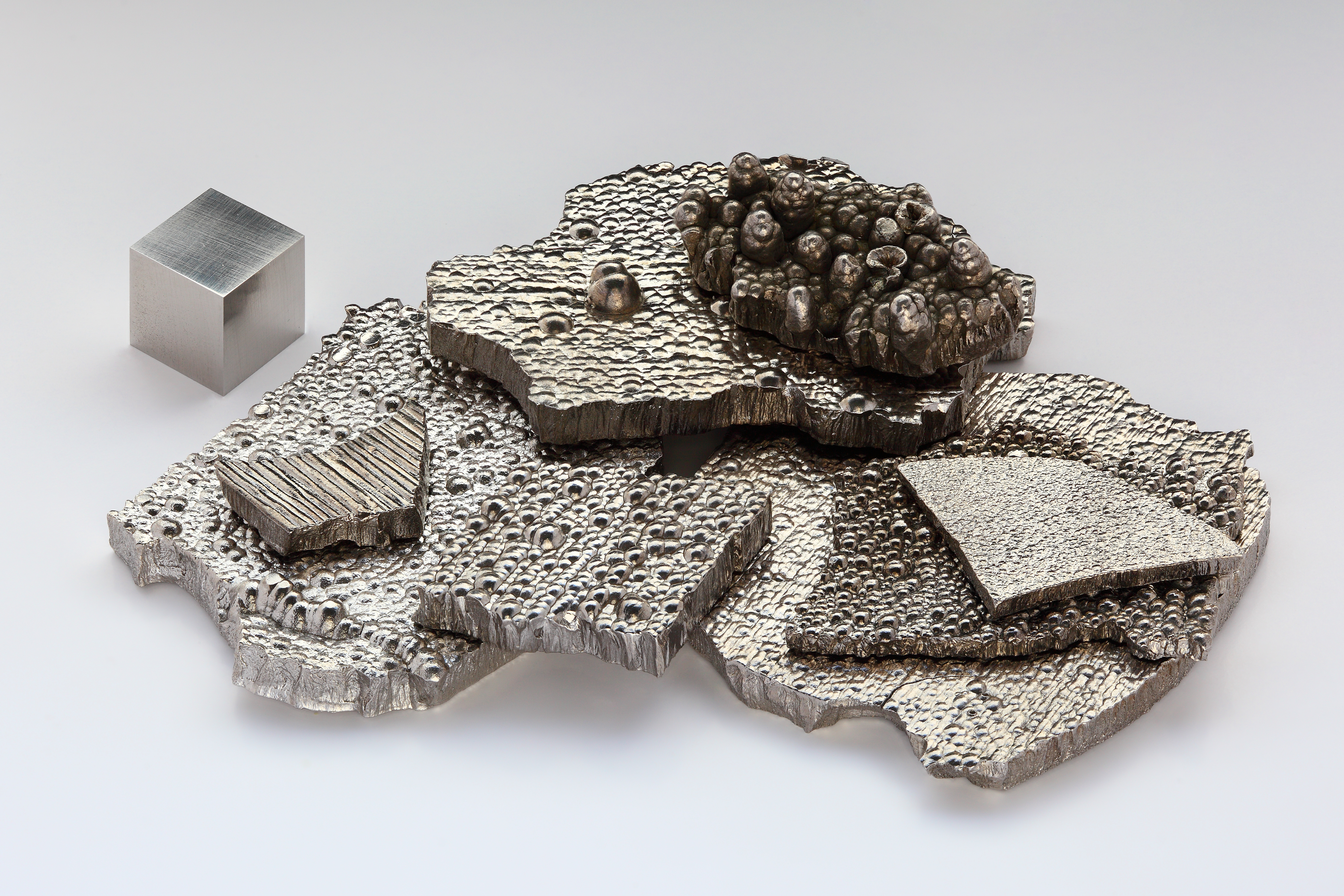
Muestras de cobalto metálico

La familia del cobalto se compone de todos los integrantes del Grupo 9 de la tabla periódica (antiguamente IX B ). Recibe este nombre por ser este elemento el primero de este grupo. Está formado por los elementos:
- Cobalto (Co)
- Rodio (Rh)
- Iridio (Ir)
- Meitnerio (Mt)

La familia del cobalto, o  Grupo 9, según la numeración moderna de la IUPAC,  es un grupo de elementos químicos en el bloque d de la tabla periódica.  Estos elementos se encuentran entre los metales de transición más raros.  El rodio y el iridio son los únicos metales no radiactivos de esta familia. Al igual que otros grupos, los miembros de esta familia muestran patrones en la configuración electrónica, especialmente en las capas más externas, lo que resulta en tendencias en el comportamiento químico; sin embargo, el rodio se desvía de este patrón.